# Pohlia ludwigii
Pohlia ludwigii là một loài Rêu trong họ Bryaceae. Loài này được (Spreng. ex Schwägr.) Broth. miêu tả khoa học đầu tiên năm 1892.